# Matthew Pottinger
Matthew Forbes Pottinger (n. 1973) este un fost jurnalist american și ofițer al Marinei SUA, care a fost consilier adjunct pentru securitate națională al Statelor Unite⁠(d) în perioada 22 septembrie 2019 – 7 ianuarie 2021.